# Wubbo Tempel
W.J. (Wubbo) Tempel (Lisse, 5 januari 1959) is een Nederlands politicus, nu wethouder. Hij was van 1 september 2014 tot 14 september 2015 waarnemend burgemeester van Hellevoetsluis. Sinds 2 juli 2020 is hij wethouder in Krimpen aan den IJssel.

## Loopbaan

### Bedrijfsleven/maatschappelijk
Na zijn studie Levensmiddelentechnologie aan de Wageningen UR werkte hij van 1984 tot 1986 als journalist bij NRC Handelsblad. Van 1986 tot 2009 werkte hij bij Reed Elsevier, onder meer als landendirecteur van Elsevier in Frankrijk en Italië.
Van 2012 tot 2017 was Tempel lid van de raad van commissarissen van adviesbureau GITP. Hij beëindigde dit lidmaatschap wegens belangenverstrengeling met het organisatie-adviesbureau WagenaarHoes, waar hij associé was geworden.
Van 2013 tot 2021 was Tempel lid, sinds 2018 voorzitter, van de raad van toezicht van De Haagse Hogeschool.
Tempel is sinds 2014 voorzitter van de Stichting Grote of Sint-Laurenskerk Rotterdam.

### Politiek
Van 2006 tot 2010 was hij CDA-fractievoorzitter van de Rotterdamse deelgemeente Overschie. Van 2010 tot 2013 was hij CDA-fractievoorzitter in de gemeenteraad van Rotterdam. Voor zijn benoeming als waarnemend burgemeester van Hellevoetsluis was hij in 2013 en 2014 wethouder in Korendijk.
Op 17 september 2015 werd Tempel in Hellevoetsluis opgevolgd door Milène Junius. Op 1 december 2016 werd hij benoemd als waarnemend gemeentesecretaris van Oudewater. Op 1 januari 2019 werd Tempel permanent in die functie benoemd.
Vanaf 2 juli 2020 is Tempel wethouder in de gemeente Krimpen aan den IJssel.